# التحكم في الدخول
التحكم في الدخول (بالإنجليزية: Admission control)‏ هو عملية تحقق في أنظمة الاتصالات يتم من خلالها التحقق قبل إنشاء اتصال للتأكد من أن الموارد الحالية كافية للاتصال المطلوب.

## أنظمة التحكم في الدخول
- الشبكة العامة لتحويل الهاتف
- السلك الناري
- الربط السمعي البصري باستخدام بروتوكول حفظ البث
- حزمة بروتوكولات الإنترنت باستخدام الخدمات المتكاملة
- أسلوب النقل اللاتزامني

## وصلات خارجية
- أوراق بحثية عن التحكم في الدخول في أنظمة DiffServ على Google Scholar